# Старошешминск
Старошешми́нск (тат. Иске Чишмә) — село на западе Нижнекамского района Татарстана.
Административный центр Старошешминского сельского поселения.

## География
Расположено в центре республики на правом берегу реки Шешмы в 3 км от места её впадения в Усть-Шешминский залив Куйбышевского водохранилища (р. Кама).
Расстояния до ближайших городов: Камские Поляны — 12 км (сев.-вост.), Чистополь — 38 км (зап.), Нижнекамск — 47 км (сев.-вост.), Заинск — 49 км (вост.).

## История
Село основано в середине XVII века в ходе строительства Старой Закамской линии, одной из оборонительных засечных черт.
В начале XX века Старошешминск входил в состав Чистопольского уезда Казанской губернии, население составляло более 4 тысяч человек, проводилась ярмарка.

## Экономика
На окраине есть разрабатываемый карьер, где добывают ПГС для строительства дорог. В километре от села ведется добыча нефти.
Через село проходит автодорога 16К-1236 «Чистополь — Нижнекамск» с мостом через Шешму (река в этом месте пригодна для судоходства).

## Инфраструктура
В селе имеется деревянная школа, 5-классная. С 1918 года по 1921 год — школа II ступени с 3 классами (равнялась средней школе), до 1930 года — начальная школа.
В 1930 году была создана школа колхозной молодежи, с 1937 года стала средней школой. В 1979 году построено новое 3-этажное здание.
В селе также имеются АТС, врачебная амбулатория, почтовое отделение, филиал «Сбербанка», «Дом культуры» (отреставрирован при содействии местного депутата М. М. Назипова).

## Достопримечательности
Трехпрестольная каменная церковь Богоявления 1830 года постройки, взорванная в 80-х годах.

## Известные жители
Архимандрит Палаладий, (в миру — Пётр Ива́нович Кафа́ров; 16 [28] сентября 1817, Старошешминск — 6 [18] декабря 1878, Марсель) — священнослужитель Православной Российской церкви. Участник 12-й (1840—1849) и начальник 13-й (1849—1859) и 15-й (1865—1878) Российских православных миссий в Пекине. Один из основоположников российской академической синологии. Создатель китайско-русского словаря, популяризировавшего кириллическую транскрипционную систему китайского языка.
Герой Советского Союза Иван Петрович Болодурин, 1905 г. р., погибший в 1943 году при форсировании Днепра — уроженец села.
Орденоносец Александр Степанович Башуров, 1919 г. р., призван в Красную Армию в 1939 году, демобилизован в 1945 году, умер в 1965 году на Украине, Орден Отечественной Войны II, Орден Красной Звезды — уроженец села.